# Lasioglossum podolicum
Lasioglossum podolicum är en biart som först beskrevs av Noskiewicz 1925.  Lasioglossum podolicum ingår i släktet smalbin, och familjen vägbin. Inga underarter finns listade i Catalogue of Life.